# Романский, Любомир
Любомир Романский (болг. Любомир Стоянов Романски, нем. Ljubomir Romansky; 21 января 1912, София — 9 июня 1989, Гельзенкирхен) — болгарско-немецкий дирижёр. Сын языковеда Стояна Романского.
Изучал славянскую филологию и музыковедение в Софии, в 1935 г. стал основателем и первым заведующим коллекцией граммофонных записей Софийского радио. Затем учился дирижированию в Германии, в 1940 г. окончил Берлинскую Высшую школу музыки.
В том же году начал работать как дирижёр во Франкфуртской опере. В 1946 г. возглавил хор Франкфуртская певческая академия (руководил им до 1985 г.), одновременно в 1948—1949 гг. стоял во главе Оркестра Кёльнского радио. С 1950 г. главный дирижёр оперы в Гельзенкирхене, с 1967 г. и до выхода на пенсию в 1977 г. генеральмузикдиректор Гельзенкирхена. В последние годы жизни много дирижировал хоровыми программами православной церковной музыки.
Под руководством Любомира Романского состоялся ряд значимых премьер, в том числе оперы Богуслава Мартину «Ариадна» (2 марта 1961 года, Гельзенкирхен) и прелюда для оркестра «Фотоптосис» («Бездна света») Бернда Алоиса Циммермана (19 февраля 1969 года, там же).
Награждён государственными и муниципальными наградами Германии, Болгарии, Франции.
По завещанию Романского на его средства был основан фонд поддержки нуждающихся музыкантов Гельзенкирхена.